# Condado de Montarco
El Condado de Montarco es un título nobiliario español, concedido en 1798 por Carlos IV a Juan Francisco de los Heros y de la Herrán.

## Origen y sucesiones
Concedido por Carlos IV, en 3 de diciembre de 1789, a Juan Francisco de los Heros y de la Herrán, entre otros puestos, fiscal de Consejo de Hacienda y Presidente de la Real Junta de Comercio, Moneda, Minas y Dependencias de Extranjeros,  con la denominación de conde de Montarco de la Peña de Badija. Concedido ex novo con la nueva denominación por Alfonso XII, el 21 de mayo de 1879. En 4 de febrero de 1929 se expidió real carta de sucesión a favor de Eduardo de Rojas y Ordóñez, miembro fundador de la Falange, casado con María del Rosario Palacios y Calleya y futuro teniente de alcalde de Madrid. 

## Posesiones
La casa de Montarco poseía terrenos en Ciudad Rodrigo en la provincia de Salamanca. El Palacio de los Ávila y Tiedra existente dentro de murallas también se le ha denominado popularmente como Palacio de Montarco.

## Condes de Montarco
|                        | Titular                                 | Periodo                |
| Creación por Carlos IV | Creación por Carlos IV                  | Creación por Carlos IV |
| ---------------------- | --------------------------------------- | ---------------------- |
| I                      | Juan Francisco de los Heros y la Herrán | 1789-1814              |
| II                     | Manuel María de Rojas y Lafer           | 1836-1836              |
| III                    | Eduardo de Rojas y Alonso               | 1836-1897              |
| IV                     | Manuel de Rojas y Vicente               | 1897-1928              |
| V                      | Eduardo de Rojas Ordóñez                | 1928-2005              |
| VI                     | Blanca de Rojas Pardo-Manuel de Villena | 2008-2014              |
| VII                    | Joaquín Zuazo de Rojas                  | 2016-                  |